# Oenothalia nummifera
Oenothalia nummifera är en fjärilsart som beskrevs av W. Warren 1901. Oenothalia nummifera ingår i släktet Oenothalia och familjen mätare. Inga underarter finns listade i Catalogue of Life.